# Andreas de Bons
Andreas de Bons (Breda, 8 november 1720 - Heumen, 15 november 1800) was een militair in dienst van de Republiek der Zeven Verenigde Nederlanden. Hij speelde een belangrijke rol bij de verdediging van de stad Grave tegen de Fransen in 1794.
Andreas was de zoon van Andries de Bons († 1755 te Breda), in leven onder andere burgemeester van Breda, en Henriëtte Isabella Le Sage de la Creuse († 1753 te Breda).
Andreas de Bons trad op 17-jarige leeftijd in dienst van het Staatse leger. In augustus 1749 trouwde hij in Nijmegen Henriëtta Theresia Kamp. In 1765 werd hij, inmiddels majoor, benoemd tot commandant van de vesting Grave. In 1775 was hij als luitenant-kolonel commandant van het infanterieregiment "Regiment Nationalen" in Grave. In 1794 was hij, inmiddels 74 jaar oud en opgeklommen tot generaal-majoor, verantwoordelijk voor de verdediging van de vestingstad Grave tegen de invallende Franse legers onder Pichegru. De Fransen omsingelden Grave op 20 oktober 1794. De Bons wist de belegering van de Fransen twee maanden lang te weerstaan en moest uiteindelijk op 30 december 1794 capituleren. De stad was door de aanhoudende Franse beschietingen volledig aan puin geschoten. Zijn troepen werden in krijgsgevangenschap afgevoerd naar Frankrijk, De Bons zelf mocht in Nederland blijven en kreeg toestemming om naar Den Haag te gaan, alwaar hem lof werd toegezwaaid door stadhouder Willem V en de Staten-Generaal. Hierna vestigde hij zich in Nijmegen.

## Generaal de Bonskazerne
De Koninklijke Landmacht heeft tussen 1939 en 1997 een naar De Bons vernoemde kazerne in Grave in gebruik gehad, de "Generaal De Bonskazerne". De kazerne werd in 1995 overbodig en sloot in 1997 zijn deuren, waarna er een asielzoekerscentrum werd gevestigd. Sinds 2015 werk monumentenorganisatie BOEi als beheerder en eigenaar aan de herbestemming tot bedrijventerrein en woonruimte. De gebouwen werden goeddeels gerestaureerd en de kenmerkende poort in ere hersteld. In 2019 deed BOEi archeologisch onderzoek in de gebouwen en werden er sporen gevonden uit de Tweede Wereldoorlog, waaronder fragmenten van een briefwisseling tussen een Britse militair en zijn geliefde in de U.K.